# Refraktometer

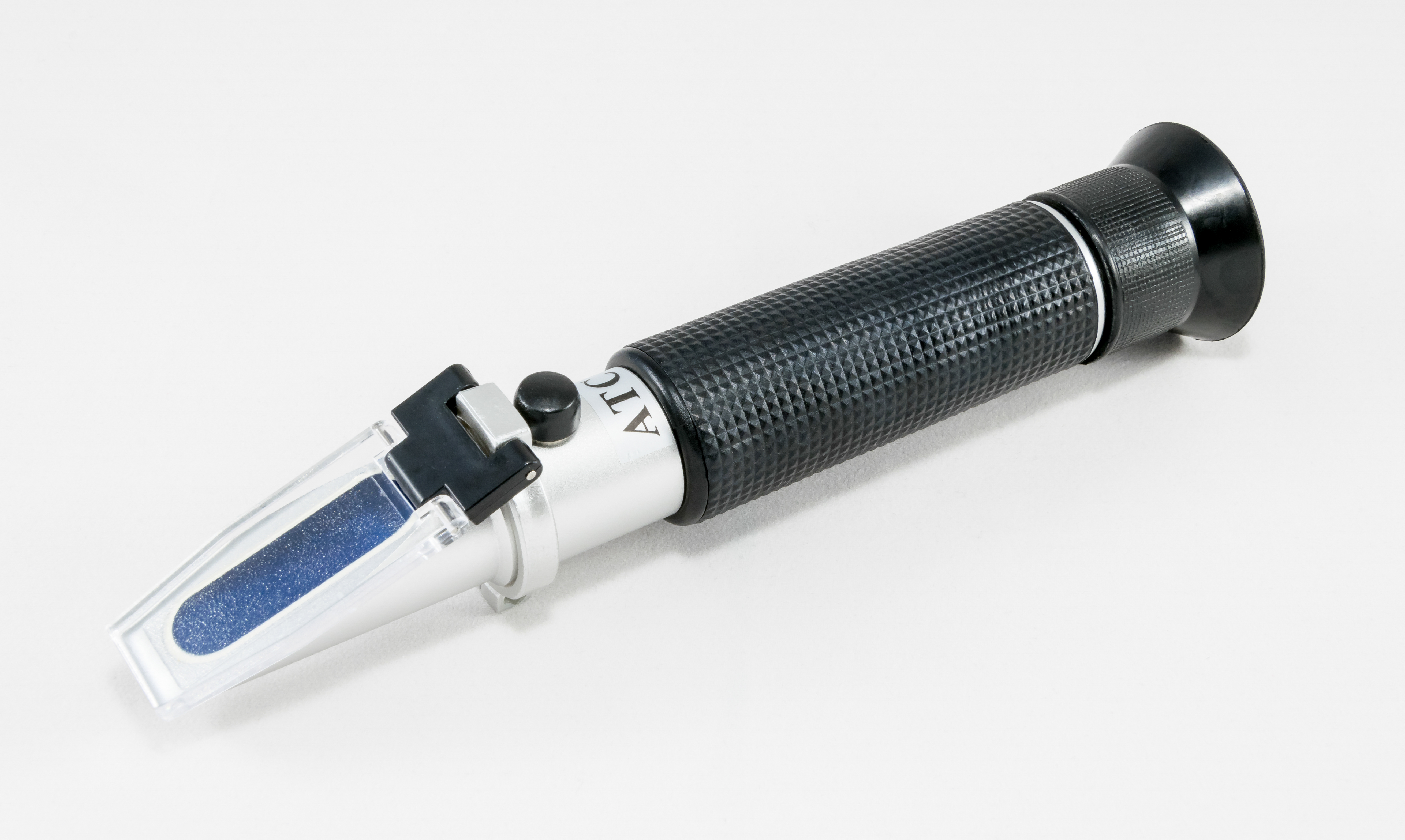
Handhållen refraktometer som kan användas i fält.

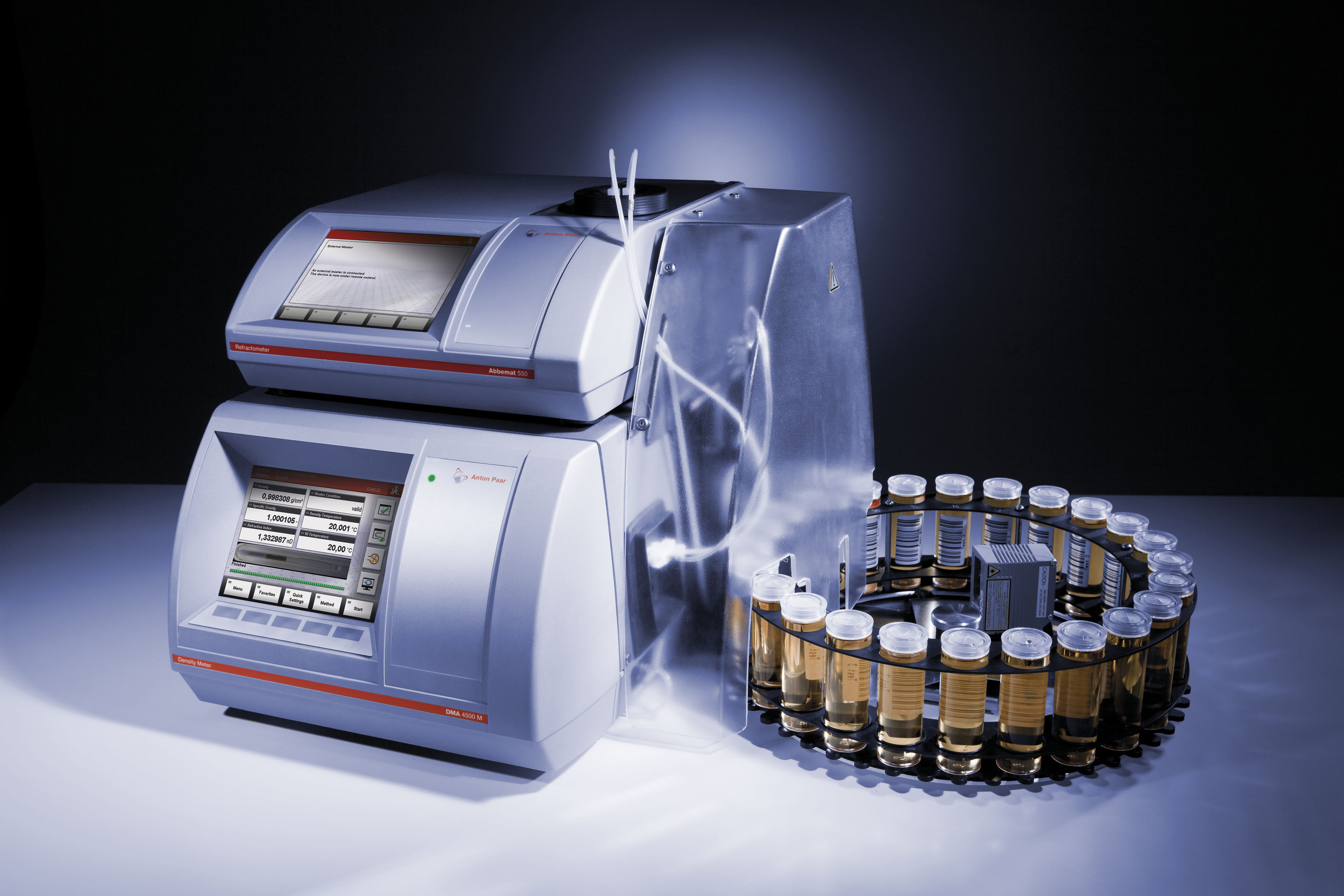
Refraktometer för laboratoriebruk.

En refraktometer är ett instrument för mätning av ett ämnes brytningsindex. Ett sätt att utföra en sådan mätning på vätskor är att mäta vinkeln för ljusets totalreflektion mellan glas och vätskan, och sedan beräkna brytningsindex med Snells lag.
Det finns fyra huvudtyper av refraktometrar, avsedda endera för att användas i laboratoriemiljö eller i fält:
- Traditionell handhållen refraktometer
- Digitala handhållna
- Laboratorie- eller Abberefraktometrar
- Processrefraktometrar.